# Enoplolaimus balgensis
Enoplolaimus balgensis is een rondwormensoort uit de familie van de Thoracostomopsidae. De wetenschappelijke naam van de soort is voor het eerst geldig gepubliceerd in 1921 door Skwarra.